# Gare de Forrières
La gare de Forrières est une gare ferroviaire belge de la ligne 162, de Namur à Sterpenich (frontière luxembourgeoise), située au village de Forrières sur le territoire de la commune de Nassogne, province de Luxembourg en Région wallonne.
Elle est mise en service en 1860 par la Grande compagnie du Luxembourg. C'est une halte ferroviaire de la Société nationale des chemins de fer belges (SNCB) desservie par des trains Omnibus (L) et Heure de pointe (P).

## Situation ferroviaire
Établie à 208 m d'altitude, la gare de Forrières est située au point kilométrique (PK) 60,00 de la ligne 162, de Namur à Sterpenich (frontière du Luxembourg), entre les gares ouvertes de Rochefort-Jemelle et de Grupont.

## Histoire
La ligne de Namur à la frontière du Luxembourg est mise en service par section en 1858. La Grande compagnie du Luxembourg inaugure la section de Ciney à Grupont, qui passe à Forrières, le 17 juillet 1858. À l'origine il n'y a ni gare ni arrêt à Forrières, l'ouverture a lieu plus tard.
La station de Forrières est mise en service le 25 octobre 1860 par la Grande compagnie du Luxembourg.
Le bâtiment actuel de la gare date de la fin du XIXe siècle. Le guichet était déjà fermé en 1978.

## Service des voyageurs

### Accueil
Halte de la SNCB, c'est un point d'arrêt non gardé (PANG). Elle dispose de deux quais avec abris.

### Desserte
Forrières est desservie par des trains omnibus (L) et heure de pointe (P) de la SNCB, qui effectuent des missions sur la ligne 162.
En semaine comme les week-ends, la desserte comprend un train L toutes les deux heures entre Marloie et Libramont.
En semaine, cette desserte est renforcée le matin par un train P de Libramont à Ciney, un de Rochefort-Jemelle à Libramont et un de Namur à Luxembourg via Marbehan et Arlon, et l'après-midi par un train P de Rochefort-Jemelle à Libramont et un autre de Libramont à Ciney.

### Intermodalité
Quelques places de parking sont disponibles pour les véhicules, près de l'ancien bâtiment voyageurs. Un abri permet d'attendre les correspondances avec les lignes de bus 162b et 5/2 du réseau TEC Namur-Luxembourg.

## Comptage voyageurs
Le graphique et le tableau montrent le nombre de passagers qui en moyenne embarquent durant la semaine, le samedi et le dimanche.
| Nombre de voyageurs qui embarquent à la gare de Forrières | Nombre de voyageurs qui embarquent à la gare de Forrières | Nombre de voyageurs qui embarquent à la gare de Forrières | Nombre de voyageurs qui embarquent à la gare de Forrières |
|                                                           | Semaine                                                   | Samedi                                                    | Dimanche                                                  |
| --------------------------------------------------------- | --------------------------------------------------------- | --------------------------------------------------------- | --------------------------------------------------------- |
| 1977                                                      | 183                                                       | 32                                                        | 46                                                        |
| 1978                                                      | 162                                                       | 44                                                        | 31                                                        |
| 1979                                                      | 151                                                       | 29                                                        | 60                                                        |
| 1980                                                      | 133                                                       | 46                                                        | 24                                                        |
| 1981                                                      | 137                                                       | 43                                                        | 36                                                        |
| 1982                                                      | 102                                                       | 17                                                        | 23                                                        |
| 1983                                                      | 91                                                        | 40                                                        | 33                                                        |
| 1984                                                      | 95                                                        | 18                                                        | 28                                                        |
| 1985                                                      | 76                                                        | 22                                                        | 36                                                        |
| 1986                                                      | 57                                                        | 13                                                        | 12                                                        |
| 1987                                                      | 63                                                        | 20                                                        | 28                                                        |
| 1988                                                      | 59                                                        | 15                                                        | 11                                                        |
| 1989                                                      | 57                                                        | 14                                                        | 12                                                        |
| 1990                                                      | 61                                                        | 9                                                         | 10                                                        |
| 1991                                                      | 59                                                        | 8                                                         | 10                                                        |
| 1992                                                      | 47                                                        | 17                                                        | 12                                                        |
| 1993                                                      | 60                                                        | 9                                                         | 16                                                        |
| 1994                                                      | 62                                                        | -                                                         | -                                                         |
| 1995                                                      | 66                                                        | -                                                         | -                                                         |
| 1996                                                      | 60                                                        | -                                                         | -                                                         |
| 1997                                                      | 60                                                        | -                                                         | -                                                         |
| 1998                                                      | 60                                                        | -                                                         | -                                                         |
| 1999                                                      | 29                                                        | -                                                         | -                                                         |
| 2000                                                      | 42                                                        | -                                                         | -                                                         |
| 2001                                                      | 47                                                        | -                                                         | -                                                         |
| 2002                                                      | 41                                                        | -                                                         | -                                                         |
| 2003                                                      | 39                                                        | 9                                                         | 6                                                         |
| 2004                                                      | 91                                                        | 6                                                         | 12                                                        |
| 2005                                                      | 54                                                        | 8                                                         | 8                                                         |
| 2006                                                      | 55                                                        | 16                                                        | 8                                                         |
| 2007                                                      | 54                                                        | 13                                                        | 12                                                        |
| 2008                                                      | -                                                         | -                                                         | -                                                         |
| 2009                                                      | 72                                                        | 14                                                        | 22                                                        |
| 2010                                                      | -                                                         | -                                                         | -                                                         |
| 2011                                                      | -                                                         | -                                                         | -                                                         |
| 2012                                                      | 55                                                        | 10                                                        | 12                                                        |
| 2013                                                      | 48                                                        | 12                                                        | 14                                                        |
| 2014                                                      | 41                                                        | 32                                                        | 8                                                         |
| 2015                                                      | 32                                                        | 20                                                        | 17                                                        |
| 2016                                                      | 38                                                        | 18                                                        | 20                                                        |
| 2017                                                      | 37                                                        | 12                                                        | 12                                                        |
| 2018                                                      | 33                                                        | 23                                                        | 15                                                        |
| 2019                                                      | 37                                                        | 43                                                        | 13                                                        |
| 2020                                                      | 43                                                        | 13                                                        | 7                                                         |
| 2021                                                      | -                                                         | -                                                         | -                                                         |
| 2022                                                      | 41                                                        | 22                                                        | 45                                                        |
| 2023                                                      | 35                                                        | 17                                                        | 16                                                        |
| 2024                                                      | 51                                                        | 29                                                        | 27                                                        |

## Patrimoine ferroviaire
Après le rachat de la Grande Compagnie du Luxembourg, les Chemins de fer de l'État belge érigent un nouveau bâtiment des recettes.
Ce bâtiment, unique en Belgique, reprend les plans des gares de plan type 1873 dont il se distingue par sa façade en pierre de taille ornée de bandeaux, larmiers et pilastres à chaînages en brique. Les autres gares de cette famille étaient intégralement en brique.
Après la fermeture du guichet aux voyageurs, ce bâtiment a été réaffecté en logements. La réfection des toitures dans les années 2020 a fait disparaître les corniches caractéristiques de ce plan standard.
Le petit bâtiment en pierre de taille servant de toilettes et de lampisterie était encore présent sur le site en 2010 mais a depuis été démoli lors de la rénovation des quais.

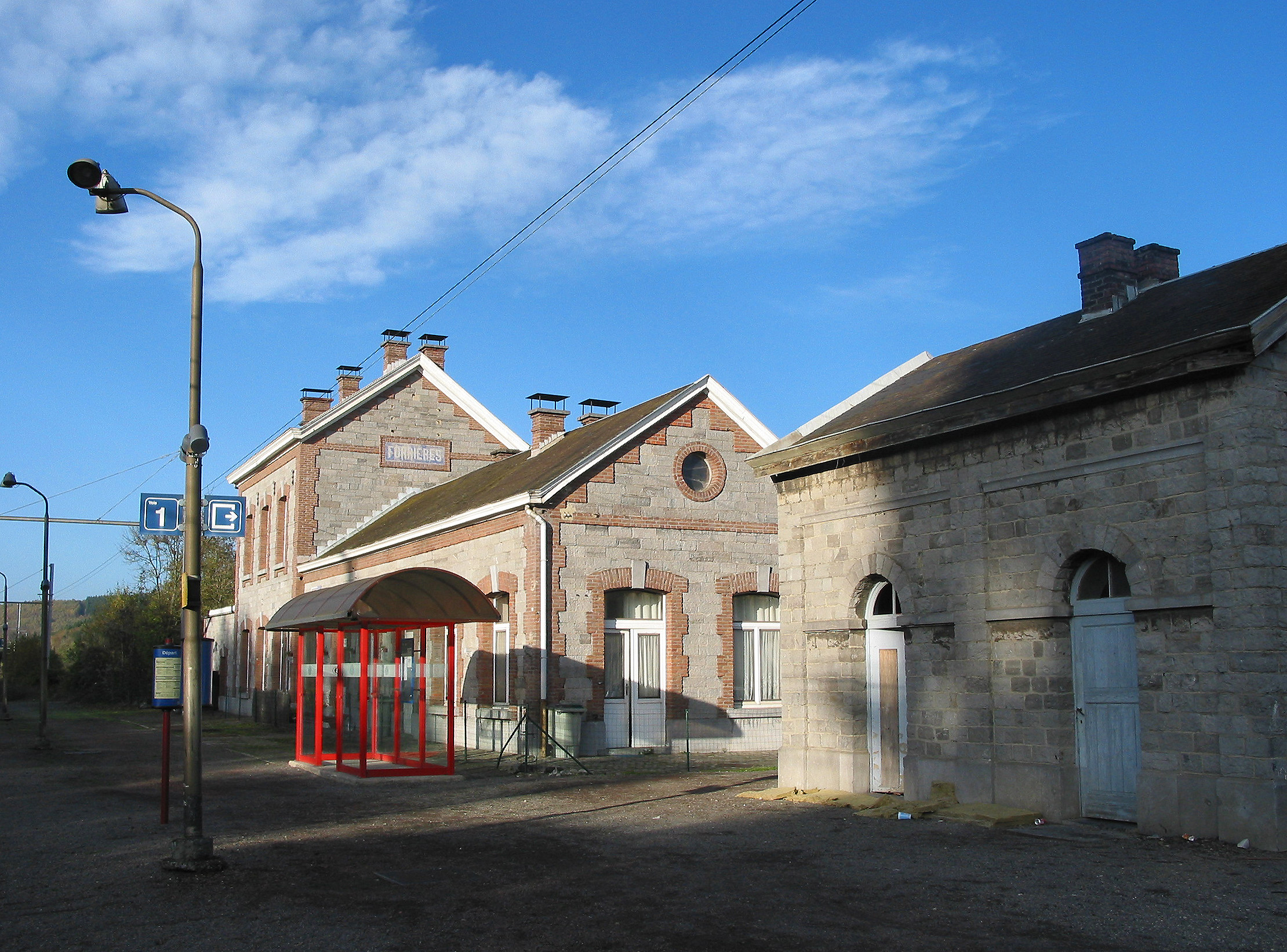
Quai de la halte. Au premier plan, l'ancien bâtiment des toilettes.
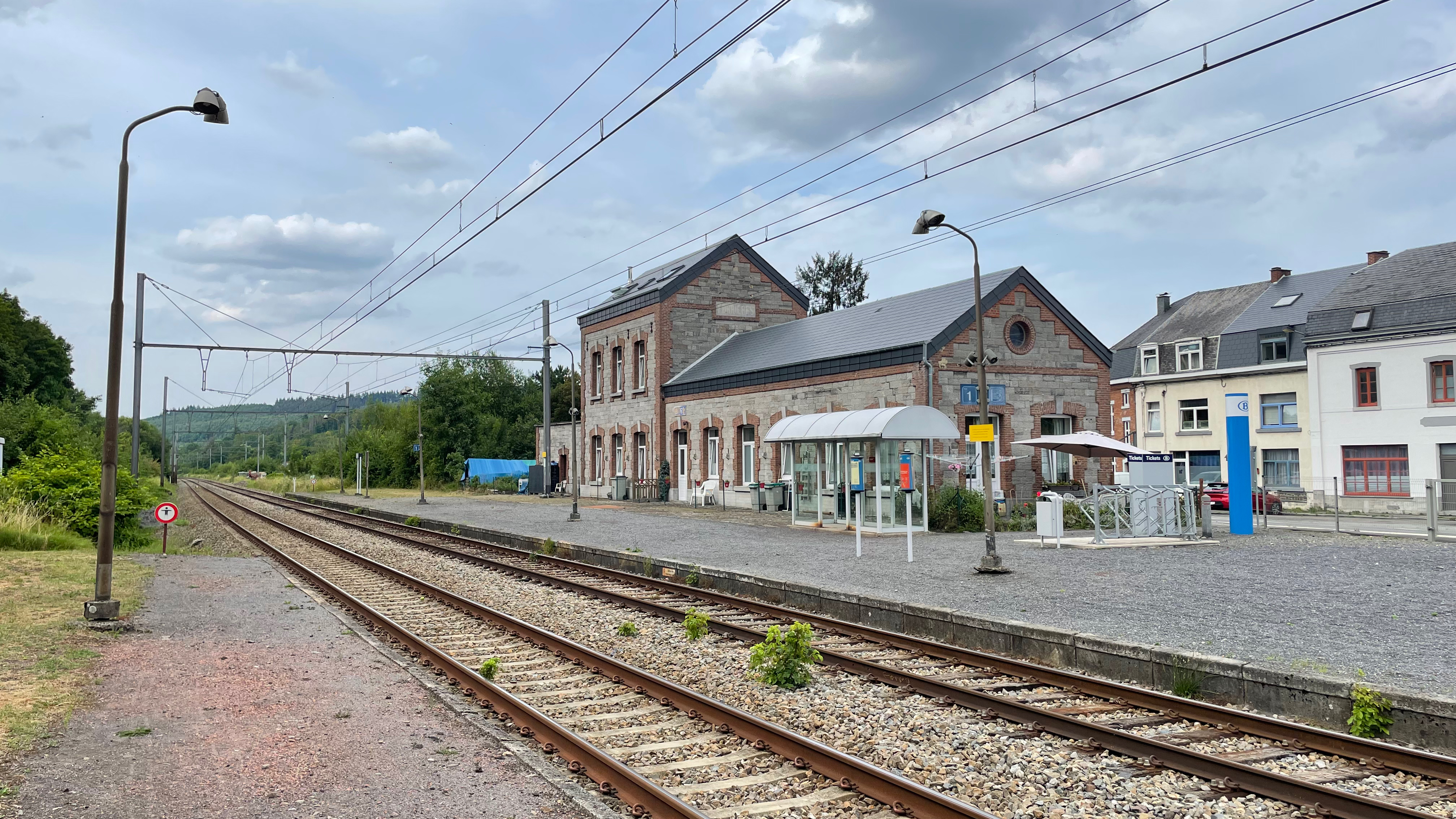
Après la disparition de l'annexe et la réfection de la toiture.
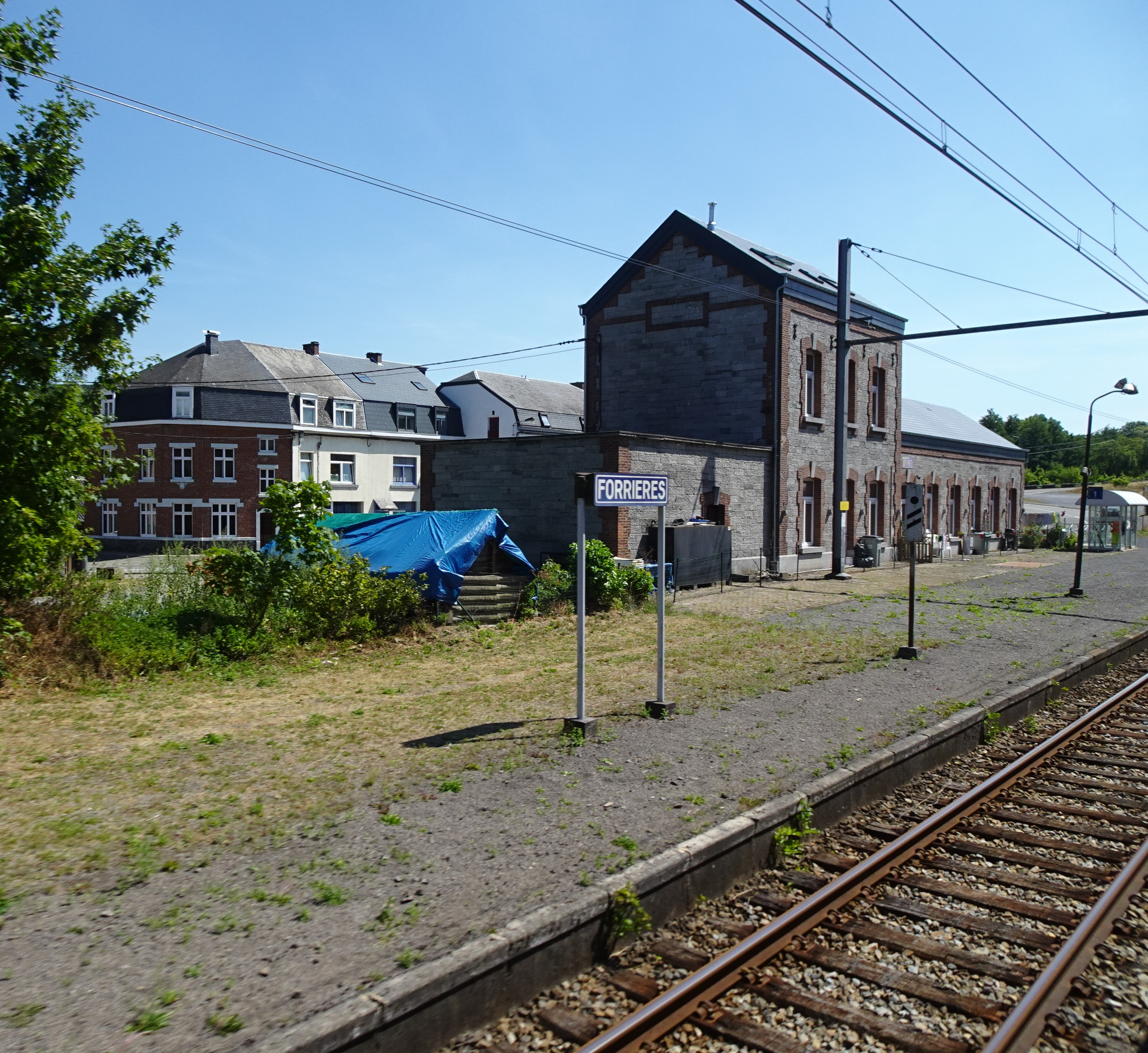
Une voie de garage existait autrefois entre le quai et le bâtiment.